# 샌피드로 산 미라

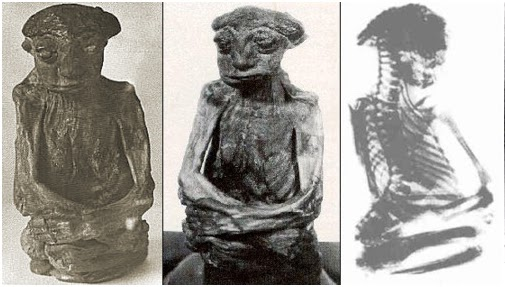
미라의 사진과 X-ray 촬영본 (1936년 촬영)

샌페드로 산 미라 또는 샌피드로 산 미라(영어: San Pedro Mountains Mummy)는 미국 와이오밍주 샌페드로 산에서 발견된 미라이다. 1932년 10월 와이오밍주 카본 군 샌피드로 산에 세실 메인과 프랭크 카가 탐사를 나와 금을 채굴하고 있었는데, 큰 금맥을 따라 길을 내려고 두꺼운 바위 하나를 폭파시켰다. 먼지가 가라앉자 높이 120cm에 너비 120cm, 깊이 4.5m에 달하는 조그만 공간이 뚫려 있는 것을 발견했다. 이들의 증언에 의하면 이곳은 소인의 미라를 처음으로 발견했다고 한 곳이다.

## 이후의 행방
이렇게 발견된 첫 번째 미라는 엑스레이 검사를 받았는데, "기형 두개골 때문에 작은 어른처럼 보인" 무뇌증 아기의 미라인 것으로 밝혀졌다. 1990년대 와이오밍대의 고고학자였던 조지 길과 덴버 어린이병원이 공동으로 조사한 두 번째 미라도 무뇌증에 걸린 아기인 것으로 드러났다. DNA 검사 결과 아기는 아메리카 원주민으로 밝혀졌고 탄소 연대는 1700년대로 측정됐다.
1979년 7월 7일 <캐스퍼 스타트리뷴>에 실린 기사에 의하면 첫 번째 미라는 발견되자마자 날조된 것이다, 아기다, 전설상의 '소인'이다를 두고 논쟁이 벌어지기 시작했다고 한다. 미라는 와이오밍주 미티츠의 한 동네 약국에 자리를 잡았고 이후 몇년간 명물로 인기를 끌다가 캐스퍼에 사는 사업가인 이반 T. 굿맨이 구입했다. 그런 다음에는 뉴욕의 사업가인 리오너드 워들러에게 넘어갔고, 그 뒤부터 현재의 행방은 아무도 모른다. 당시 캐스퍼 스타트리뷴에서는 진화론이 잘못됐음을 증명하기 위해 사라진 미라를 찾는 사람에게 10,000달러의 상금을 주겠다고 썼다.

## 같이 보기
- 쇼쇼니 족
- 니메리가르